# Paul Heckingbottom
Paul Heckingbottom (født 17. juli 1977 i Barnsley, South Yorkshire) er en engelsk fodboldspiller, der spiller for Harrogate Town. Han spiller oftest som venstre back. Paul Heckingbottom har igennem sin karriere spillet i en række klubber, deriblandt Bradford City, Mansfield Town, Norwich City og Sunderland.